# 洞灵桥
洞灵桥，又名继善桥，是位于中国福建省福州市闽清县白中镇继善村的一个清代古桥，1992年入选第四批闽清县文物保护单位。
洞灵桥曾是德化、尤溪等地与闽清的重要通道，因横跨洞灵溪而得名，始建于清朝，民国8年（1919年）由里人姚东玖等募资重修。桥体为石拱单跨廊庑式，长19.7米，宽3.9米，通高8.7米，廊屋为七开间，用木柱24根，西南侧中部建有佛龛，廊屋顶分设三段脊翼，屋架木构抬梁，拱券顶门洞，上有竖匾书写“洞灵桥”三字。